# Justine Dufour-Lapointe
Justine Dufour-Lapointe (* 25. März 1994 in Montreal) ist eine kanadische Freestyle-Skierin. Sie ist auf die Buckelpisten-Disziplinen Moguls und Dual Moguls spezialisiert. 2014 wurde sie Olympiasiegerin, 2015 Moguls-Weltmeisterin. Ihre Schwestern Chloé und Maxime betreiben dieselbe Sportart.

## Biografie
Ab Januar 2009, im Alter von 14 Jahren, nahm Dufour-Lapointe an Buckelpisten-Wettbewerben im Nor-Am Cup, der nordamerikanischen Kontinentalmeisterschaft, teil und erzielte in ihrer ersten Saison als bestes Ergebnis einen vierten Platz. Im Winter 2009/10 folgten ein zweiter und zwei dritte Plätze. Ihr Debüt im Weltcup gab sie am 11. Dezember 2010 in Ruka, wo sie sogleich auf Platz fünf fuhr. Vier Tage später stand sie in Méribel als Dritte erstmals auf dem Podest. Bei ihrem dritten Weltcup-Einsatz, am 15. Januar 2011 am Mount Gabriel, gelang ihr in der Disziplin Dual Moguls bereits der erste Sieg; mit 16 Jahren und 9 Monaten ist sie somit die jüngste Freestyle-Weltcupsiegerin überhaupt.
In der Saison 2011/12 etablierte sich Dufour-Lapointe endgültig an der Weltspitze. Zunächst klassierte sie sich sechsmal als Zweite, jeweils hinter der überlegenen Hannah Kearney, hinzu kam ein dritter Platz. Zum Abschluss der Saison gelang ihr schließlich in Megève der zweite Weltcupsieg. Im Gesamtweltcup ergab dies den vierten und im Moguls-Weltcup den zweiten Platz. In der Saison 2012/13 gelangen ihr vier Podestplätze, darunter ein Sieg in Calgary. Bei den Weltmeisterschaften 2013 in Voss gewann sie die Moguls-Bronzemedaille. Im Weltcupwinter 2013/14 stand Dufour-Lapointe achtmal auf dem Podest, darunter viermal als Siegerin, womit sie den zweiten Platz in der Disziplinenwertung und den dritten Platz in der Gesamtwertung belegte. Den bisher größten Erfolg ihrer Karriere feierte sie am 8. Februar 2014 mit dem Olympiasieg in Sotschi, vor ihrer zweitplatzierten Schwester Chloé.
Dufour-Lapointe erzielte in der Saison 2014/15 fünf Podestplätze, darunter zwei Siege. Damit belegte sie im Moguls-Weltcup zum vierten Mal in Folge den zweiten Platz (jeweils hinter Kearney). Bei den Weltmeisterschaften 2015 am Kreischberg gewann sie die Goldmedaille im Moguls-Wettbewerb und die Silbermedaille im Dual-Moguls-Wettbewerb. In der ersten Hälfte der Saison 2015/16 kamen drei weitere Weltcupsiege sowie ein zweiter Platz hinzu. Da sie in der zweiten Saisonhälfte etwas schwächelte, musste sie in der Aerials-Disziplinenwertung ihre Schwester Chloé vorbeiziehen lassen und belegte erneut den zweiten Platz. Im Winter 2016/17 gelang ihr ein Weltcupsieg, hinzu kamen vier zweite und ein dritter Platz, womit sie in der Moguls-Disziplinenwertung Drittplatzierte war. Beim Saisonhöhepunkt, den Weltmeisterschaften 2017 in der Sierra Nevada, gewann sie die Bronzemedaille im Moguls-Wettbewerb.
Bei den Olympischen Winterspielen 2018 in Pyeongchang gewann Dufour-Lapointe die Silbermedaille, mit 0,09 Punkten Rückstand auf Perrine Laffont.

## Erfolge

### Olympische Spiele
- Sotschi 2014: 1. Moguls
- Pyeongchang 2018: 2. Moguls

### Weltmeisterschaften
- Voss 2013: 3. Moguls, 15. Dual Moguls
- Kreischberg 2015: 1. Moguls, 2. Dual Moguls
- Sierra Nevada 2017: 3. Moguls, 14. Dual Moguls
- Park City 2019: 5. Moguls, 12. Dual Moguls

### Weltcupwertungen
| Saison  | Gesamt | Gesamt | Moguls | Moguls |
| Saison  | Platz  | Punkte | Platz  | Punkte |
| ------- | ------ | ------ | ------ | ------ |
| 2010/11 | 13.    | 42     | 4.     | 457    |
| 2011/12 | 4.     | 56     | 2.     | 732    |
| 2012/13 | 7.     | 53     | 2.     | 640    |
| 2013/14 | 3.     | 70     | 2.     | 774    |
| 2014/15 | 4.     | 55,67  | 2.     | 501    |
| 2015/16 | 8.     | 58,88  | 2.     | 471    |
| 2016/17 | 12.    | 54,18  | 3.     | 596    |
| 2017/18 | 14.    | 45,40  | 5.     | 454    |
| 2018/19 | 30.    | 33,67  | 6.     | 303    |
| 2019/20 | 14.    | 46,00  | 4.     | 460    |

### Weltcupsiege
Dufour-Lapointe erzielte im Weltcup bisher 49 Podestplätze, davon 15 Siege:
| Nr. | Datum           | Ort            | Land       | Disziplin   |
| --- | --------------- | -------------- | ---------- | ----------- |
| 1   | 15. Januar 2011 | Mount Gabriel  | Kanada     | Dual Moguls |
| 2   | 18. März 2012   | Megève         | Frankreich | Dual Moguls |
| 3   | 26. Januar 2013 | Calgary        | Kanada     | Moguls      |
| 4   | 4. Januar 2014  | Calgary        | Kanada     | Moguls      |
| 5   | 15. Januar 2014 | Lake Placid    | USA        | Moguls      |
| 6   | 1. März 2014    | Inawashiro     | Japan      | Moguls      |
| 7   | 15. März 2014   | Voss           | Norwegen   | Moguls      |
| 8   | 10. Januar 2015 | Deer Valley    | USA        | Dual Moguls |
| 9   | 29. Januar 2015 | Lake Placid    | USA        | Moguls      |
| 10  | 23. Januar 2016 | Val Saint-Côme | Kanada     | Moguls      |
| 11  | 4. Februar 2016 | Deer Valley    | USA        | Moguls      |
| 12  | 6. Februar 2016 | Deer Valley    | USA        | Dual Moguls |
| 13  | 21. Januar 2017 | Val Saint-Côme | Kanada     | Moguls      |
| 14  | 20. Januar 2018 | Mont-Tremblant | Kanada     | Moguls      |
| 15  | 8. Februar 2020 | Deer Valley    | USA        | Dual Moguls |

### Weitere Erfolge
- 3 Podestplätze im Nor-Am-Cup
- 1 kanadischer Meistertitel (Moguls 2016)